# حديقة كوخ

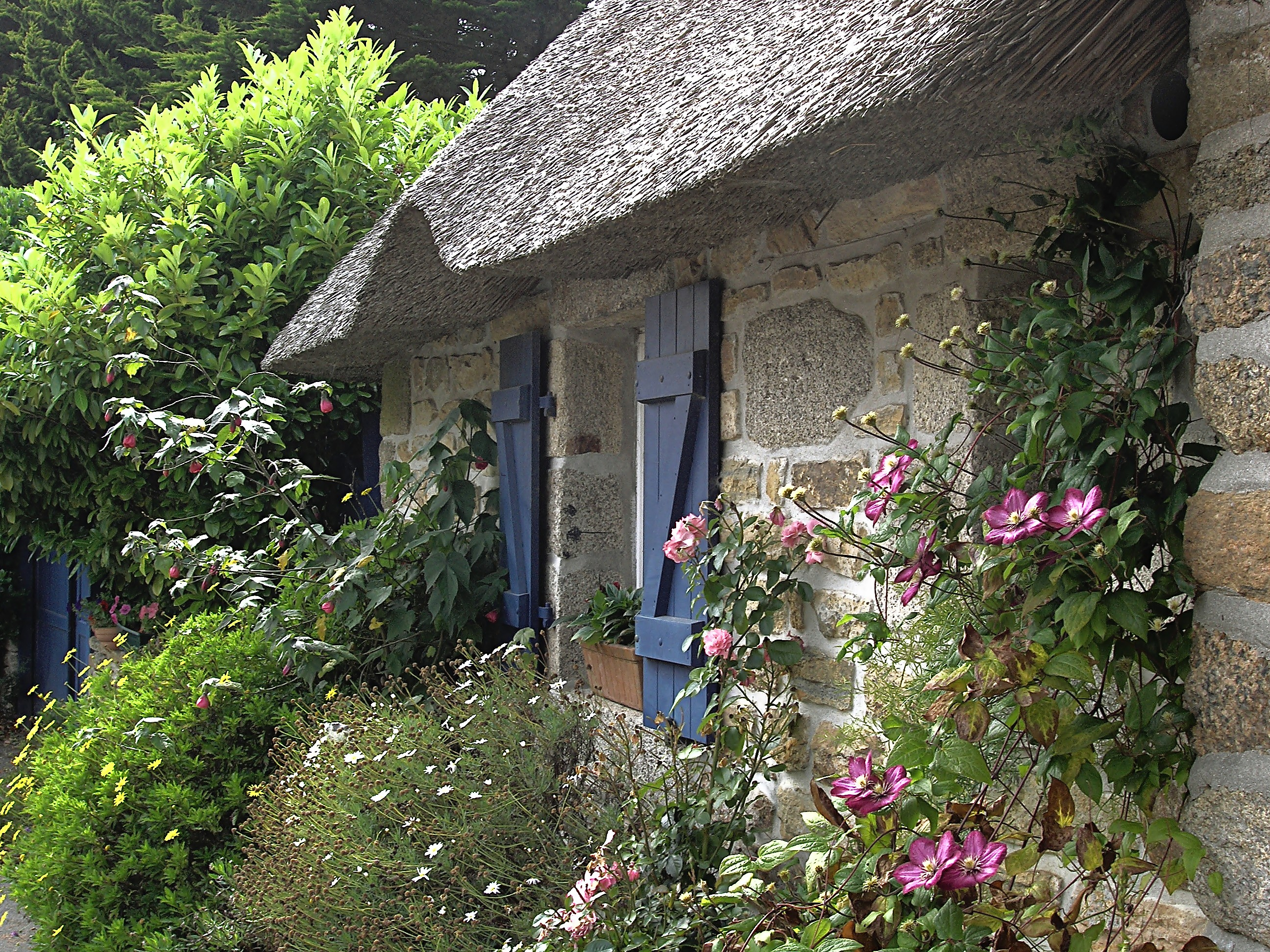
ورد (نبات)، ياسمين في البر، وسقف من القش: حديقة منزلية في بريتاني.

حديقة كوخ (بالإنجليزية: Cottage garden)‏ هو أسلوب متميز يستخدم التصميم غير الرسمي، والمواد التقليدية، والمزارع الكثيفة، ومزيج من نباتات الزينة والنبات الصالح للأكل، إنجليزية المنشأ، تعتمد على النعمة والجمال بدلاً من العظمة والبنية الرسمية، تعود الحدائق المنزلية والوظيفية المرتبطة بأكواخ الطبقة العاملة إلى قرون مضت، ولكن إعادة ابتكارها من جديد حدث في إنجلترا في سبعينيات القرن التاسع عشر، كرد فعل على الحدائق العقارية الأكثر تنظيماً والمحافظة عليها بدقة من خلال تصميماتها الرسمية ومزارعها الضخمة.
كانت الحدائق المنزلية الأولى أكثر عملية من اليوم، مع التركيز على الخضروات والأعشاب، وأشجار الفاكهة، وربما خلية نحل، وحتى الماشية، الزهور، تستخدم لملء الفراغات، أصبحت تدريجيا أكثر هيمنة، كانت الحديقة المنزلية التقليدية محاطة عادة، ربما ببوابة مزركشة بالورد، شملت الزهور الشائعة في الحدائق المنزلية المبكرة أزهار باعة الزهور التقليدية مثل زهرة الربيع والبنفسج، جنبا إلى جنب مع الزهور مع الاستخدام المنزلي مثل آذريون والأعشاب المختلفة، وكان آخر الورود القديمة المعطرة الغنية التي أزهرت مرة واحدة في السنة، والزهور البسيطة مثل البابونج، في الوقت المناسب، تمت إضافة أقسام الحدائق المنزلية إلى بعض حدائق الممتلكات الكبيرة.
تشمل الحدائق المنزلية الحديثة عددًا لا يحصى من الاختلافات الإقليمية والشخصية وتتضمن مواد نباتية، مثل الأعشاب المزخرفة أو النباتات المحلية التي لم تشاهد في الحدائق الريفية للمزارعين، لا تزال الورود التقليدية، مع روائحها الكاملة وأوراق الشجر الخضراء المورقة، تشكل الدعامة الأساسية في الحدائق المنزلية إلى جانب الأصناف الحديثة المقاومة للأمراض التي تحتفظ بالسمات التقليدية، نباتات التسلق غير الرسمية، سواء الهجينة التقليدية أو الحديثة، شائعة أيضًا، مثل النباتات الحولية التي تزرع نفسها بنفسها وتنتشر بحرية في النباتات المعمرة المفضلة في حدائق أصحاب المزارع التقليدية.

## التاريخ

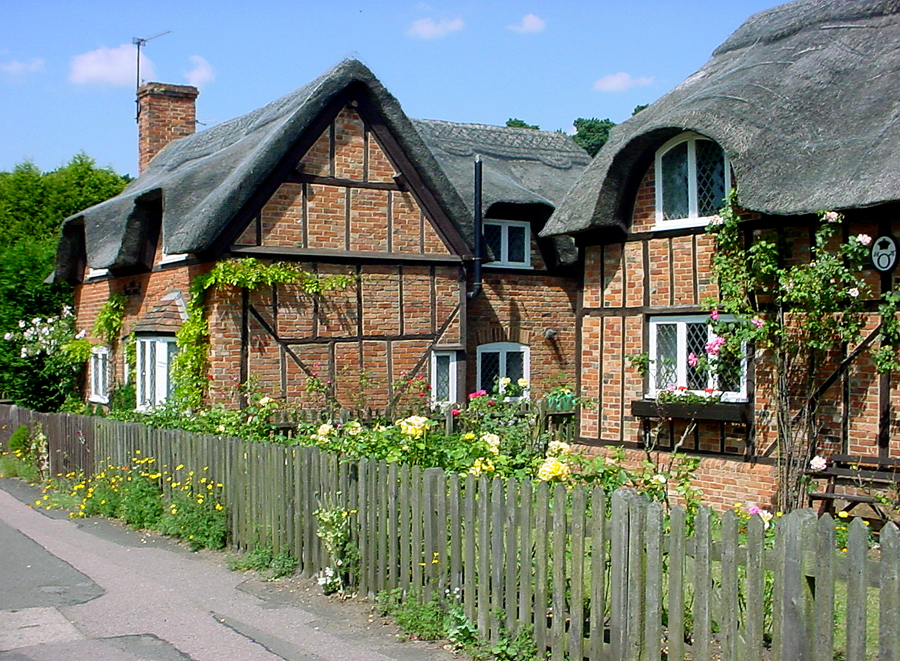
منازل ريفية من القش (بنيت في 1812-1816) في أمتهيل، بيدفوردشير وتحيط بها الحديقة.

### المنشأ
حدائق الكوخ، التي ظهرت في العصر الإليزابيثي، يبدو أنها نشأت كمصدر محلي للأعشاب والفواكه، إحدى النظريات هي أنها نشأت من الموت الأسود في عام 1340، وفقًا لأسطورة المنشأ في أواخر القرن التاسع عشر، تم إنشاء هذه الحدائق في الأصل بواسطة العمال الذين عاشوا في أكواخ القرى لتزويدهم بالطعام والأعشاب مع الزهور المزروعة للزينة.

## النباتات

### نظرة عامة
حتى أواخر القرن التاسع عشر، كانت حدائق الأكواخ تزرع بشكل أساسي بالخضروات للاستهلاك المنزلي، عادة ما يتم استخدام نصف الحديقة لزراعة البطاطا ونصف لمزيج من الخضروات الأخرى بالإضافة إلى بعض الأعشاب المطبخية والطبية، كتب جون كلوديوس لودون على نطاق واسع في الحدائق المنزلية في كتابه موسوعة البستنة (1822) وفي مجلة جاردنر من عام 1826، في عام 1838، كتب «نادراً ما ألاحظ أي شيء في حديقة منزلية، لكن البطاطا والملفوف والفاصوليا والفاصوليا الفرنسية؛ وفي حالات قليلة، البصل والجزر الأبيض، ونادراً ما يكون هناك عدد قليل من البازلاء»، أشارت 1865 من الإصدارات من مجلة مجلة المزارعين إلى أن «البطاطا هي الشيء الوحيد الذي يزرع في الحديقة المنزلية» في أيرلندا ومعظم المرتفعات في اسكتلندا.
عادة ما تكون نباتات الحدائق المنزلية الحديثة عبارة عن زهور يتم اختيارها لجاذبيتها القديمة وغير الرسمية، يستخدم العديد من بستاني العصر الحديث نباتات الإرث أو الأصناف «القديمة»، على الرغم من أنها قد لا تكون نباتات كوخ حقيقية أو تقليدية، بالإضافة إلى ذلك، هناك أنواع حديثة من الزهور تتناسب مع مظهر الحديقة المنزلية، على سبيل المثال، تم اختيار الورود الحديثة التي طورها ديفيد أوستن للحدائق المنزلية بسبب مظهرها القديم (شكل متعدد البتلة والزهور على شكل وردة) ورائحتها، جنبا إلى جنب مع فضائل الحديثة من الصلابة، وتكرار الإزهار، ومقاومة الأمراض، تستخدم الحدائق المنزلية الحديثة غالبًا النباتات الأصلية وتلك التي تتكيف مع المناخ المحلي، بدلاً من محاولة إجبار النباتات الإنجليزية التقليدية على النمو في بيئة غير متوافقة، على الرغم من أن العديد من المفضلات القديمة تزدهر في الحدائق المنزلية في جميع أنحاء العالم.

### ورود

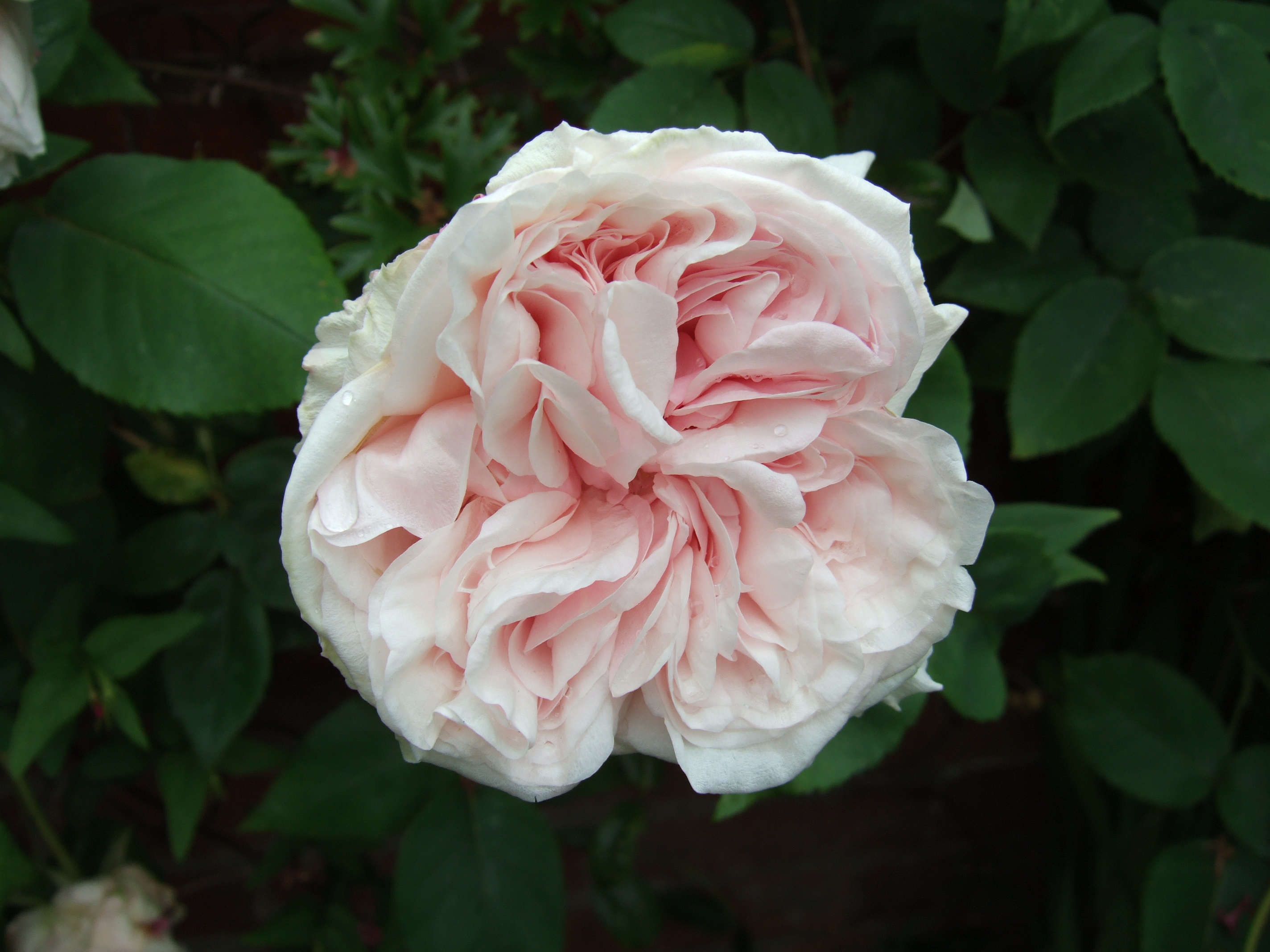
تسلق وردة البوربون التي تم تقديمها قبل عام 1893، وهي نموذجية لحديقة كوخ العصرية.

ترتبط حدائق المنازل دائمًا بالورود: الورود الشجرية، الورود المتسلقة، وورود الحدائق القديمة المورقة بأوراق الشجر الخضراء، على عكس ورود الشاي الهجين الحديثة، تشتمل الورود القديمة في حديقة المنازل الريفية على أشكال مزروعة من الورد فرنسي، والتي تشكل شجيرات كثيفة كثيفة يبلغ ارتفاعها 3-4 أقدام، مع وردة باهتة إلى أزهار أرجوانية مع شكل واحد إلى أزهار مزدوجة الشكل كاملة، كما أنها عطرة للغاية، وتشمل الورود الفرنسية القديمة، والتي تم الحفاظ على أزهارها الأرجوانية فقط لرائحتها، وردة جورية أخرى قديمة في حديقة الكوخ التي لا تزال تزرع في أوروبا لاستخدامها في العطور، تنمو الأشكال المزروعة من 4 إلى 6 أقدام أو أعلى، مع تقوس العصا بلطف والتي تساعد على إعطاء نظرة غير رسمية إلى الحديقة، الأطول بشكل عام هي ورود ألبا، التي ليست بيضاء دائمًا، والتي تزهر جيدًا حتى في الظل الجزئي.
وردة بروفانس أو روزا سنتيفوليا هي «وردة الملفوف» الكاملة والدهون التي اشتهر بها أساتذة هولنديون في لوحاتهم التي تعود إلى القرن السابع عشر، تنمو هذه الورود الشجرية العطرة بطول 5 أمتار وعرضها، على عكس معظم السيارات الهجينة الحديثة، تزهر الورود القديمة على خشب العام السابق، لذلك لا يتم تقليمها بشدة كل عام، وأيضًا لأنهم لا يزدهرون بشكل مستمر، يمكنهم مشاركة فروعهم مع متسلقي الزهور المزدهرة في وقت لاحق مثل كرمات الظيان، التي تستخدم فروع الورود للحصول على الدعم.